# برادلي تايلر جونسون
برادلي تايلر جونسون (بالإنجليزية: Bradley Tyler Johnson)‏ هو كاتب أمريكي، ولد في 29 سبتمبر 1829 في فريدريك في الولايات المتحدة، وتوفي في 5 أكتوبر 1903 في Amelia Court House, Virginia ‏ في الولايات المتحدة.